# Крэггс-Элиот, Эдвард, 1-й барон Элиот
Эдвард Крэггс-Элиот, 1-й барон Элиот (англ. Edward Craggs-Eliot, 1st Baron Eliot; 8 июля 1727, Лондон — 17 февраля 1804, Порт-Элиот, Корнуолл) — английский чиновник и политик, заседавший в Палате общин с 1748 по 1784 год. В 1784 году ему был пожалован титул барона Элиота.

## Жизнь и карьера
Родился 8 июля 1727 года в Лондоне. Сын Ричарда Элиота (ок. 1694—1748), и Гарриет Крэггс (ок. 1704—1769), внебрачной дочери тайного советника и государственного секретаря Джеймса Крэггса (1686—1721) и известной актрисы Эстер Сэнтлоу. Его сестра Энн, вышедшая замуж за капитана Хью Бонфоя, была известной красавицей, дважды нарисованной сэром Джошуа Рейнольдсом. Другая сестра, Элизабет, вышла замуж за Чарльза Кокса, 1-го барона Сомерса.
В 1742 году он поступил в Сент-Мэри-Холл в Оксфорде, но не окончил его. В 1747—1748 годах он путешествовал по континентальной Европе, главным образом, по Голландской республике, Германии и Швейцарии. 19 ноября 1748 года он сменил своего отца. С 1748 по 1768 год он был членом Палаты общин от Сент-Джерманс в Корнуолле, где располагалось его родовое поместье Порт-Элиот. Последовательно он стал членом парламента (депутатом) от Лискирда (1768—1774), от Сент-Джерманс (1774—1775) и от Корнуолла (1775—1784).
В 1751 году Эдвард Элиот был назначен генеральным ресивером герцогства Корнуолл. С 1760 по 1776 год Эдвард Элиот был одним из восьми комиссаров по торговле и плантациям, а в 1775 году он снова стал генеральным ресивером Корнуолла. Однако в 1776 году он особенно проголосовал против использования гессенских войск и ушёл из Совета по торговле и плантациям, а также из правительства.
13 января 1784 года он был возведен в звание пэра как барон Элиот из Сент-Джерманса в графстве Корнуолл and too и занял свое место в Палате лордов 2 февраля 1784 года. 15 апреля 1789 года, согласно положению, в своем наследстве в поместье Крэггс он изменил свою фамилию с Элиот на Крэггс (иногда используя «Крэггс-Элиот»).
Эдвард Элиот был другом и покровителем известного художника, сэра Джошуа Рейнольдса.

## Семья
25 сентября 1756 года в церкви Святого Джеймса в Вестминстере Эдвард Элиот женился на Кэтрин Эллистон (сентябрь 1735 — 23 февраля 1804), дочери капитана Эдварда Эллистона и Кэтрин Гиббон, тети Эдварда Гиббона. У супругов было четверо детей:
- Эдвард Джеймс Элиот (9 августа 1757 — сентябрь 1757)
- Эдвард Джеймс Элиот (24 августа 1758 — 17 сентября 1797), член парламента
- Джон Элиот, 1-й граф Сент-Джерманс (30 сентября 1761 — 17 ноября 1823)
- Уильям Элиот, 2-й граф Сент-Джерманс (1 апреля 1767 — 19 января 1845).

Эдвард Элиот скончался в своем поместье Порт-Элиот 17 февраля 1804 года и был похоронен в Сент-Джерманс, Корнуолл. Ему наследовал его третий сын Джона Элиот, 2-й барон Элиот.